# 태양의 후예
《태양의 후예》는 2016년 2월 24일부터 2016년 4월 14일까지 방영된 한국방송공사 수목드라마이다.
KBS(한국방송공사)가 야심차게 기획하여, 지상파 유일의 사전 제작 드라마로서, 김은숙과 김원석이 공동 집필하고 KBS 드라마본부의 이응복과 백상훈 PD가 공동 연출을 맡았다. 영화 투자배급사 ㈜넥스트엔터테인먼트월드의 퍼스트 드라마 투자작이며, 2016년 2월 24일부터 한중 동시 방영을 개시하였다. 30%를 웃도는 압도적인 시청률을 기록한 역대 최대 기록으로, 마지막회에는 38.8%의 압도적인 시청률을 기록하였다.

## 소개
낯선 땅 극한의 환경 속에서 사랑과 성공을 꿈꾸는 젊은 군인과 의사들을 통해 삶의 가치를 담아내어, 유럽의 발칸 반도에 위치한 가상 국가 우르크를 배경으로 하는 블록버스터급 휴먼 멜로 드라마이므로, 전쟁과 질병으로 얼룩진 기상 이변 속에서, 고난과 역경을 슬기롭게 극복하는 현역 군인과 의사들의 전우애와 동기애를 담은 작품으로, 현역 군인과 군필자들에게 큰 호평을 얻었다.
김은숙 작가의 《'파리의 연인'》을 비롯한 《'시크릿 가든'》, 《'신사의 품격'》, 《'상속자들'》 《""시티홀""》등 젊은 층을 겨냥한 로맨틱 코미디 드라마와는 달리, 본 작품에선, 전쟁과 질병으로 얼룩진 극한 환경을 배경으로 하여, 현역 군인을 주인공으로 하는 휴먼 멜로 드라마로 눈을 돌리게 되었다.

태양의 후예는 초반부에 남녀 주인공의 직업적 가치관이 얼마나 다른지, 그것이 어떻게 그들의 사랑을 가로막는지에 집중한다. 불가피한 상황에서는 사람을 죽여야 하는 특전사가 어떤 상황에서도 사람을 살려야 하는 의사를 사랑할 때 갈등은 발생한다. 초반, 유시진과 강모연은 처음 만나 ‘썸을 타다’ 가치관과 신념 차이로 금세 헤어진다. 강모연은 의사로서 “생명을 뛰어넘는 가치는 없다”고 믿는데 유시진의 직업은 누군가를 죽일 수도 있는 군인이기 때문이다. 태양의 후예 초반 두 주인공의 가치관과 신념 대립에 대해 조민준 드라마평론가는 “판타지가 딛고 있는 현실적 기반을 성실히 표현하는 게 성공 요인으로 꼽힌 로맨스 드라마, 특히 김은숙 드라마의 특징”이라고 말했다. 즉 판타지적 요소의 공허함을 시청자가 공감할 만한 인물들의 가치관과 신념으로 메웠다는 것이다. 
| “ | "전 의사입니다. 생명은 존엄하고 그 이상을 넘어서는 가치나 이념은 없다고 생각해요. (2회)" | ” |

이것은 초반부 강모연의 신념을 드러내는 대사다. 그러나 강모연은 유시진과 헤어진 후 생명보다 이윤을 추구하는 의사가 되어 버린다. 이후 유시진은 평화 유지를 위해 우르크에 파병되고, 강모연은 의료 봉사차 그곳에 온다. 우르크는 2004년 한국이 평화유지군을 파병한 이라크를 상징한다. 현실과 허구가 뒤섞인 이곳에서 둘은 “조국이 지켜야 할 국민의 인권”이라는 가치를 공유하며 사랑을 키워 나간다. 강모연은 우르크에서의 경험으로 이윤보다 생명이 우선이라는 의사로서의 초심을 회복하게 된다. 우르크에서 재난과 봉사를 경험하고 강모연은 히포크라테스 선서를 떠올린다. 
"나의 생애를 인류봉사에 바칠 것을 엄숙히 서약하노라. 나의 환자의 건강과 생명을 첫째로 생각하겠노라. 나는 인종, 종교, 국적, 사회적 지위를 초월하여 오직 환자에 대한 나의 의무를 지키겠노라. 비록 위협을 당할지라도 나의 지식을 인도에 어긋나게 쓰지 않겠노라. (6회)"

강모연은 후반부에 가서는 다니엘과 리예화의 휴머니즘에 입각한 제약회사 비판에 동조할 정도이다. 태양의 후예는 강모연의 성장과 반대되는 아구스, 진영수 등 안타고니스트(antagonist)의 행보를 통해 인간보다 이윤을 추구하는 행태에 대한 비판을 드러낸다. 마지막회에서 후배의 선서를 지켜본 후 강모연은 다음과 같이 생각한다. 
"비록 위협을 당할지라도 그 어떤 재난 앞에서도 물러서지 않겠노라. 그 어떤 총구 앞에서도 이 땅의 평화를 지키겠노라. 오늘 수많은 유시진과 수많은 강모연은 엄숙히 선서했다. 그들의 선서가 이 세상의 모든 땅에서 이 세상의 모든 태양 아래에서 지켜지기를 나는 응원했다. (16회)"

 그리고 봉사를 하러 가는 장면으로 인본주의를 강하게 표출되어 끝을 맺었다.

## 등장인물
- (†) 표시는 드라마 상에서 최종적으로 사망한 인물이다.

### 주요 인물
- 송중기 : 유시진 역 - 태백부대 모우루중대 중대장, 알파팀 팀장, 모연의 연인
(계급 : > [4])
- 송혜교 : 강모연 역 - 특진병동 VIP 담당 교수, 
 흉부외과 전문의, 시진의 연인
- 진구 : 서대영 역 - 35세. 태백부대 모우루중대 부중대장 (계급 :[5])
- 김지원 : 윤명주 역 - 32세. 태백부대 파병 군의관. 
 정형외과 전문의 (계급 :[6])
- 강신일 : 윤길준 역 - 육군 특수전사령부 사령관, 
 윤명주의 아버지 (계급 :[7])

### 태백부대
- 김병철 : 박병수 역 - 43세. 태백부대 대대장, 알파팀 작전 사령관 
 (계급 : > [8])
- 박훈 : 최우근 역 - 28세. 특전사 알파팀 대원(스나이퍼). 알파팀 내 유일한 유부남 (계급 :[9])
- 안보현 : 임광남 역 - 26세. 특전사 알파팀 대원(폭파.화기) (계급: [10])
- 최웅 : 공철호 역 - 22세. 특전사 알파팀 대원(통신.의무) (계급 :[11])
- 김민석 : 김기범 역 - 20세. 태백부대 모우루중대 소속 부소대장. (계급 :  > [12])

### 해성병원 의료봉사팀
- 이승준 : 송상현 역 - 37세. 일반외과 전문의
- 서정연 : 하자애 역 - 37세. 응급실 간호팀장. 상현과는 초등학교 동창
- 온유 : 이치훈 역 - 28세. 흉부외과 레지던트 1년차. 온실 속 화초처럼 곱게 자란 명문가 막내 도련님이다. 의대 시절부터 이태석 신부가 롤모델이요, 국경없는 의사회에 가입하는 것이 꿈이었던 슈바이처 과
- 박환희 : 최민지 역 - 23세. 응급실 간호사. 의료봉사단 막내 간호사

### 해성병원 사람들
- 현쥬니 : 표지수 역 - 34세. 병리과 전문의. 거친 언사와는 달리 대학 시절부터 누구보다 모연을 아끼고 이해해주는 친구
- 태인호 : 한석원 역 - 43세. 해성병원 이사장. 모연이 우르크 의료봉사단 팀장이 된 데 결정적인 역할을 한 장본인
- 박아인 : 김은지 역 - 34세. 흉부외과 전문의
- 조우리 : 장희은 역 - 28세. 마취과 레지던트 1년차

### 우르크 지역 사람들
- 조태관[13] : 다니엘 스펜서 역 - 35세. 피스메이커 긴급구호팀 구호의사
- 전수진 : 리예화 역 - 24세. 고려인. 피스메이커 긴급구호팀 간호사
- 데이비드 맥기니스 : 아구스 역 † - 35세. 블랙마켓 갱단두목. 유시진 대위의 옛 동료

### 그 외 인물
- 지승현 : 안정준 역 - 북한 특수8군단 상위[14]
- 곽민석 : 청와대 외교안보수석 이한수 역
- 조재윤 : 진영수 역
- 이이경 : 강민재 역
- 전인택 : 유영근 역 - 유시진의 아버지
(최종 계급 : [15])
- 남문철 : 고반장 역
- 박팔영 : 심상일 병원과장 역
- 배효원 : 손효준 간호사 역
- 엘레나 제르노바이아 : 발렌타인 역
- 데이비드 파이프스 : 마틴 역
- 자이온 바레토 : 파티마 역
- 이창
- 서우진 : 의국장 역
- 안두호 : 김범래 역
- 정영훈 : 태백부대원 역
- 안수호
- 정동규 : VIP 역
- 전진기 : VIP 역
- 김한수
- 이유섭
- 한여울
- 이은채
- 윤태휘
- 한상길
- 김서영
- 지우준
- 이범훈
- 임영덕
- 윤동영
- 이현걸
- 김태랑
- 태원석
- 공윤찬
- 민우기
- 매튜 도우마 : 조던 역
(계급 : [16])
- 게이브 다이 : 아구스 부하 역
- 나마디 조엘 진: 블랙키 역 - 우르크 소년
- 성기윤 : 대통령 역
- 남기애 : 강모연의 어머니 역
- 김결 : 한석원의 비서 역
- 주동희
- 박건락
- 한그림
- 강문경 : 특전사 부사령관 역
(계급 : [17])
- 유니 멘딕
- 강성화
- 정성훈 : 의사 역
- 이재호 : 보안팀원 역
- 고만규 : 박병수 부관 역

### 특별출연
- 이광수 : 최일도 역 - 사격게임장 주인
- 이종혁 : 김진석 역 † - 특수전사령부 특임대대원
(계급 : [18])
- 정지원 : TV속 아나운서 / MC 역
- 박태원 : TV속 아나운서 역
- 류화영 : 서대영의 전 여자친구 역
- 박준금 : 이치훈의 어머니 역
- 유아인 : 은행원 엄홍식 역
- 이재용 : 최지호 역
- 레드벨벳 : 군부대 초대 가수 역
- 박은영 : 비타민 진행자 역

## 시청률
아래의 파란색 숫자는 '최저 시청률'이고, 빨간색 숫자는 '최고 시청률'입니다. 시청률 조사회사와 지역별로 시청률에 차이가 있을 수 있습니다.
| 2016년      | 2016년      | 2016년         | 2016년       | 2016년         | 2016년       |
| 회차        | 방송일      | TNmS 시청률    | TNmS 시청률  | AGB 시청률     | AGB 시청률   |
| 회차        | 방송일      | 대한민국(전국) | 서울(수도권) | 대한민국(전국) | 서울(수도권) |
| ----------- | ----------- | -------------- | ------------ | -------------- | ------------ |
| 제1회       | 2월 24일    | 12.6%          | 12.7%        | 14.3%          | 14.4%        |
| 제2회       | 2월 25일    | 13.5%          | 14.5%        | 15.5%          | 16.0%        |
| 제3회       | 3월 2일     | 21.8%          | 22.7%        | 23.4%          | 24.6%        |
| 제4회       | 3월 3일     | 22.9%          | 23.5%        | 24.1%          | 25.1%        |
| 제5회       | 3월 9일     | 24.6%          | 26.3%        | 27.4%          | 29.2%        |
| 제6회       | 3월 10일    | 25.4%          | 27.6%        | 28.5%          | 29.8%        |
| 제7회       | 3월 16일    | 27.0%          | 28.9%        | 28.3%          | 30.1%        |
| 제8회       | 3월 17일    | 25.9%          | 28.7%        | 28.8%          | 30.5%        |
| 제9회       | 3월 23일    | 29.7%          | 32.3%        | 30.4%          | 31.0%        |
| 제10회      | 3월 24일    | 28.8%          | 31.0%        | 31.6%          | 33.3%        |
| 제11회      | 3월 30일    | 29.1%          | 31.3%        | 31.9%          | 33.5%        |
| 제12회      | 3월 31일    | 31.1%          | 33.9%        | 33.0%          | 34.3%        |
| 제13회      | 4월 6일     | 30.4%          | 33.7%        | 33.5%          | 35.0%        |
| 제14회      | 4월 7일     | 31.1%          | 33.5%        | 33.0%          | 35.6%        |
| 제15회      | 4월 13일    | 31.1%          | 35.6%        | 34.8%          | 37.5%        |
| 제16회      | 4월 14일    | 35.3%          | 40.5%        | 38.8%          | 41.6%        |
| 평균 시청률 | 평균 시청률 | 26.3%          | 28.5%        | 28.6%          | 30.1%        |

## 편성 변경
- 2016년 4월 13일 : 대한민국 제20대 국회의원 선거 개표방송으로 인해 MBC, SBS의 수목드라마가 결방을 하여 단독으로 방영되었다. 후속 방송되는 《추적 60분》이 결방을 하는 대신, 송중기가 주연을 맡았던 영화 《늑대소년》이 특선영화로 대체 편성되었다.

## 수상 경력 및 후보
| 연도 | 시상식                            | 부문                                       | 수상자(작)                   | 결과 |
| ---- | --------------------------------- | ------------------------------------------ | ---------------------------- | ---- |
| 2016 | 제52회 백상예술대상               | TV부문 대상                                | 태양의 후예                  | 수상 |
| 2016 | 제52회 백상예술대상               | TV부문 드라마 작품상                       | 태양의 후예                  | 후보 |
| 2016 | 제52회 백상예술대상               | TV부문 연출상                              | 이응복, 백상훈               | 후보 |
| 2016 | 제52회 백상예술대상               | TV부문 남자 최우수 연기상                  | 송중기                       | 후보 |
| 2016 | 제52회 백상예술대상               | TV부문 여자 최우수 연기상                  | 송혜교                       | 후보 |
| 2016 | 제52회 백상예술대상               | TV부문 극본상                              | 김은숙, 김원석               | 후보 |
| 2016 | 제52회 백상예술대상               | TV부문 남자 인기상                         | 송중기                       | 수상 |
| 2016 | 제52회 백상예술대상               | TV부문 남자 인기상                         | 진구                         | 후보 |
| 2016 | 제52회 백상예술대상               | TV부문 여자 인기상                         | 송혜교                       | 수상 |
| 2016 | 제52회 백상예술대상               | TV부문 여자 인기상                         | 김지원                       | 후보 |
| 2016 | 제52회 백상예술대상               | 아이치이 글로벌스타상                      | 송중기                       | 수상 |
| 2016 | 제52회 백상예술대상               | 아이치이 글로벌스타상                      | 송혜교                       | 수상 |
| 2016 | 방송통신심의위원회                | 4월의 좋은 프로그램상                      | 태양의 후예                  | 수상 |
| 2016 | 제 2회 씬 스틸러 축제             | 씬 스틸러상 (남자 부문)                    | 이승준                       | 수상 |
| 2016 | 제 2회 씬 스틸러 축제             | 씬 스틸러상 (남자 부문)                    | 조재윤                       | 수상 |
| 2016 | 제 2회 씬 스틸러 축제             | 신인 씬 스틸러상 (남자 부문)               | 온유                         | 수상 |
| 2016 | 제 1회 인도네시안 텔레비전 어워즈 | 스페셜상                                   | 진구                         | 수상 |
| 2016 | 제43회 한국방송대상               | 중단편드라마부문 작품상                    | 태양의 후예                  | 수상 |
| 2016 | 제11회 서울 드라마 어워즈         | 한류드라마 최우수 작품상                   | 태양의 후예                  | 수상 |
| 2016 | 제11회 서울 드라마 어워즈         | 한류드라마 남자 연기자상                   | 송중기                       | 수상 |
| 2016 | 제11회 서울 드라마 어워즈         | 한류드라마 OST상                           | 거미 (You Are My Everything) | 수상 |
| 2016 | 제5회 아시아태평양 스타 어워즈    | 대상                                       | 송중기                       | 수상 |
| 2016 | 제5회 아시아태평양 스타 어워즈    | 대상                                       | 송혜교                       | 후보 |
| 2016 | 제5회 아시아태평양 스타 어워즈    | 올해의 드라마상                            | 태양의 후예                  | 수상 |
| 2016 | 제5회 아시아태평양 스타 어워즈    | 중편 드라마 남자 최우수 연기상             | 송중기                       | 후보 |
| 2016 | 제5회 아시아태평양 스타 어워즈    | 중편 드라마 여자 최우수 연기상             | 송혜교                       | 후보 |
| 2016 | 제5회 아시아태평양 스타 어워즈    | 남자 연기상                                | 이승준                       | 후보 |
| 2016 | 제5회 아시아태평양 스타 어워즈    | 남자 연기상                                | 진구                         | 수상 |
| 2016 | 제5회 아시아태평양 스타 어워즈    | 여자 연기상                                | 김지원                       | 수상 |
| 2016 | 제5회 아시아태평양 스타 어워즈    | 남자 신인상                                | 김민석                       | 후보 |
| 2016 | 제5회 아시아태평양 스타 어워즈    | 베스트 아시아태평양 스타상                 | 송중기                       | 수상 |
| 2016 | 제5회 아시아태평양 스타 어워즈    | 베스트 커플상                              | 송중기 & 송혜교              | 수상 |
| 2016 | 제5회 아시아태평양 스타 어워즈    | 베스트 커플상                              | 진구 & 김지원                | 후보 |
| 2016 | 제9회 코리아 드라마 어워즈        | 대상                                       | 송중기                       | 후보 |
| 2016 | 제9회 코리아 드라마 어워즈        | 드라마 작품상                              | 태양의 후예                  | 수상 |
| 2016 | 제9회 코리아 드라마 어워즈        | 극본상                                     | 김은숙, 김원석               | 후보 |
| 2016 | 제9회 코리아 드라마 어워즈        | 우수연기상                                 | 조재윤                       | 수상 |
| 2016 | 제9회 코리아 드라마 어워즈        | 남자 신인연기상                            | 김민석                       | 후보 |
| 2016 | 제9회 코리아 드라마 어워즈        | OST상                                      | 거미 (You Are My Everything) | 후보 |
| 2016 | 한국광고주협회                    | 광고주가 뽑은 좋은 프로그램상(드라마 부문) | 태양의 후예                  | 수상 |
| 2016 | 제1회 아시아 아티스트 어워즈      | 대상(드라마 부문)                          | 송중기                       | 후보 |
| 2016 | 제1회 아시아 아티스트 어워즈      | 베스트 아티스트상 남자 부문                | 진구                         | 수상 |
| 2016 | 제1회 아시아 아티스트 어워즈      | 베스트 셀러브리티 여자 부문                | 송혜교                       | 후보 |
| 2016 | 제1회 아시아 아티스트 어워즈      | 베스트 셀러브리티 여자 부문                | 김지원                       | 수상 |
| 2016 | 제1회 아시아 아티스트 어워즈      | 베스트 OST상                               | 거미 (You Are My Everything) | 수상 |
| 2016 | 제1회 아시아 아티스트 어워즈      | 남자배우 인기상                            | 송중기                       | 후보 |
| 2016 | 제1회 아시아 아티스트 어워즈      | 여자배우 인기상                            | 송혜교                       | 후보 |
| 2016 | 제1회 아시아 아티스트 어워즈      | 여자배우 인기상                            | 김지원                       | 후보 |
| 2016 | 제8회 멜론 뮤직 어워즈            | 뮤직스타일상(OST)                          | 거미 (You Are My Everything) | 후보 |
| 2016 | 제8회 멜론 뮤직 어워즈            | 뮤직스타일상(OST)                          | 윤미래 (Always)              | 수상 |
| 2016 | 제8회 멜론 뮤직 어워즈            | 뮤직스타일상(OST)                          | 다비치 (이 사랑)             | 후보 |
| 2016 | 제18회 엠넷 아시안 뮤직 어워즈    | 베스트 OST상                               | 다비치 (이 사랑)             | 후보 |
| 2016 | 제21회 아시안 텔레비전 어워즈     | 최우수 드라마상                            | 태양의 후예                  | 수상 |
| 2016 | 제29회 그리메상                   | 대상                                       | 김시형, 엄준성               | 수상 |
| 2016 | KBS 연기대상                      | 대상                                       | 송중기                       | 수상 |
| 2016 | KBS 연기대상                      | 대상                                       | 송혜교                       | 수상 |
| 2016 | KBS 연기대상                      | 남자 최우수상                              | 송중기                       | 후보 |
| 2016 | KBS 연기대상                      | 여자 최우수상                              | 송혜교                       | 후보 |
| 2016 | KBS 연기대상                      | 미니시리즈 부문 남자 우수상                | 진구                         | 후보 |
| 2016 | KBS 연기대상                      | 미니시리즈 부문 여자 우수상                | 김지원                       | 수상 |
| 2016 | KBS 연기대상                      | 남자 조연상                                | 조재윤                       | 후보 |
| 2016 | KBS 연기대상                      | 작가상                                     | 김은숙, 김원석               | 수상 |
| 2016 | KBS 연기대상                      | 아시아 최고 커플상                         | 송중기 & 송혜교              | 수상 |
| 2016 | KBS 연기대상                      | 베스트 커플상                              | 송중기 & 송혜교              | 수상 |
| 2016 | KBS 연기대상                      | 베스트 커플상                              | 진구 & 김지원                | 수상 |
| 2016 | KBS 연기대상                      | 남자 신인상                                | 김민석                       | 후보 |
| 2016 | KBS 연기대상                      | 남자 신인상                                | 온유                         | 후보 |
| 2016 | KBS 연기대상                      | 여자 신인상                                | 김지원                       | 수상 |
| 2016 | KBS 연기대상                      | 네티즌상                                   | 송중기                       | 후보 |
| 2016 | KBS 연기대상                      | 네티즌상                                   | 송혜교                       | 후보 |
| 2017 | 제31회 골든디스크 어워즈          | 디지털음원부문 베스트 OST상                | 거미 (You Are My Everything) | 수상 |
| 2017 | 제26회 하이원 서울가요대상        | OST상                                      | 거미 (You Are My Everything) | 수상 |
| 2017 | 제16회 대한민국 국회대상          | 드라마 부문                                | 태양의 후예                  | 수상 |
| 2017 | 제29회 한국PD대상 시상식          | 작품상 드라마부문                          | 태양의 후예                  | 수상 |
| 2017 | 제29회 한국PD대상 시상식          | 제작부문상 TV작가 부문                     | 김은숙, 김원석               | 수상 |
| 2017 | 제29회 한국PD대상 시상식          | 탤런트 부문                                | 송중기                       | 수상 |
| 2017 | 2017 휴스턴 국제영화제            | 심사위원 특별상(Special Jury Award)        | 태양의 후예                  | 수상 |

## 사운드 트랙

### Part.1
| #  | 제목                        | 작사       | 작곡                 | 재생 시간 |
| -- | --------------------------- | ---------- | -------------------- | --------- |
| 1. | 〈Always〉 (윤미래)         | 지훈, 개미 | 로코베리 (Rocoberry) | 3:25      |
| 2. | 〈Always (Inst.)〉 (윤미래) |            | 로코베리 (Rocoberry) | 3:24      |

### Part.2
| #  | 제목                                      | 작사       | 작곡                                    | 재생 시간 |
| -- | ----------------------------------------- | ---------- | --------------------------------------- | --------- |
| 1. | 〈Everytime〉 (첸 & 펀치 (Punch))         | 지훈, 개미 | 로코베리 (Rocoberry), 조영수, earattack | 3:09      |
| 2. | 〈Everytime (Inst.)〉 (첸 & 펀치 (Punch)) |            | 로코베리 (Rocoberry), 조영수, earattack | 3:08      |

### Part.3
| #  | 제목                         | 작사       | 작곡        | 재생 시간 |
| -- | ---------------------------- | ---------- | ----------- | --------- |
| 1. | 〈이 사랑〉 (다비치)         | 지훈, 개미 | 한승택, ROZ | 3:46      |
| 2. | 〈이 사랑 (Inst.)〉 (다비치) |            | 한승택, ROZ | 3:46      |

### Part.4
| #  | 제목                                            | 작사       | 작곡 | 재생 시간 |
| -- | ----------------------------------------------- | ---------- | ---- | --------- |
| 1. | 〈You Are My Everything〉 (거미)                | 지훈, 로코 | 개미 | 4:00      |
| 2. | 〈You Are My Everything (English ver.)〉 (거미) | Sharon     | 개미 | 4:00      |
| 3. | 〈You Are My Everything (Inst.)〉 (거미)        |            | 개미 | 4:00      |

### Part.5
| #  | 제목                                         | 작사              | 작곡                   | 재생 시간 |
| -- | -------------------------------------------- | ----------------- | ---------------------- | --------- |
| 1. | 〈다시 너를〉 (매드 클라운 & 김나영)         | 매드 클라운, 지훈 | 황찬희, 이승주, 이라음 | 3:55      |
| 2. | 〈다시 너를 (Inst.)〉 (매드 클라운 & 김나영) |                   | 황찬희, 이승주, 이라음 | 3:55      |

### Part.6
| #  | 제목                     | 작사                 | 작곡   | 재생 시간 |
| -- | ------------------------ | -------------------- | ------ | --------- |
| 1. | 〈말해! 뭐해?〉 (케이윌) | 허성진, 태윤미, 샐리 | 허성진 | 3:36      |

### Part.7
| #  | 제목                      | 작사     | 작곡 | 재생 시간 |
| -- | ------------------------- | -------- | ---- | --------- |
| 1. | 〈With You〉 (린)         | 린, 지훈 | 개미 | 4:14      |
| 2. | 〈With You (Inst.)〉 (린) |          | 개미 | 4:14      |

### Part.8
| #  | 제목                             | 작사         | 작곡         | 재생 시간 |
| -- | -------------------------------- | ------------ | ------------ | --------- |
| 1. | 〈사랑하자〉 (SG 워너비)         | 김세진, 지훈 | 개미, 김세진 | 3:46      |
| 2. | 〈사랑하자 (Inst.)〉 (SG 워너비) |              | 개미, 김세진 | 3:46      |

### Part.9
| #  | 제목                                         | 작사             | 작곡 | 재생 시간 |
| -- | -------------------------------------------- | ---------------- | ---- | --------- |
| 1. | 〈그대, 바람이 되어〉 (엠씨 더 맥스)         | 개미, 지훈, 이수 | 개미 | 3:55      |
| 2. | 〈그대, 바람이 되어 (Inst.)〉 (엠씨 더 맥스) | 개미             | 개미 | 3:55      |

### Part.10
| #  | 제목                                      | 작사 | 작곡 | 재생 시간 |
| -- | ----------------------------------------- | ---- | ---- | --------- |
| 1. | 〈How Can I Love You〉 (XIA 준수)         | 개미 | 개미 | 4:20      |
| 2. | 〈How Can I Love You (Inst.)〉 (XIA 준수) | 개미 | 개미 | 4:20      |

### Vol.1
| #   | 제목                                            | 작사              | 작곡                                    | 재생 시간 |
| --- | ----------------------------------------------- | ----------------- | --------------------------------------- | --------- |
| 1.  | 〈Always〉 (윤미래)                             | 지훈, 개미        | 로코베리 (Rocoberry)                    | 3:25      |
| 2.  | 〈Everytime〉 (첸 & 펀치 (Punch))               | 지훈, 개미        | 로코베리 (Rocoberry), 조영수, earattack | 3:09      |
| 3.  | 〈이 사랑〉 (다비치)                            | 지훈, 개미        | 한승택, ROZ                             | 3:46      |
| 4.  | 〈You Are My Everything〉 (거미)                | 지훈, 로코        | 개미                                    | 4:00      |
| 5.  | 〈다시 너를〉 (매드 클라운 & 김나영)            | 매드 클라운, 지훈 | 황찬희, 이승주, 이라음                  | 3:55      |
| 6.  | 〈Save the Day〉 (Various Artists)              |                   |                                         | 3:20      |
| 7.  | 〈Mission Part 1〉 (Various Artists)            |                   |                                         | 4:25      |
| 8.  | 〈Time Is Running Out〉 (Various Artists)       |                   |                                         | 3:29      |
| 9.  | 〈Hidden Genius〉 (Various Artists)             |                   |                                         | 4:53      |
| 10. | 〈Endless War〉                                 |                   |                                         | 2:48      |
| 11. | 〈My Everything〉 (Various Artists)             |                   |                                         | 2:54      |
| 12. | 〈Heart Break〉 (Various Artists)               |                   |                                         | 4:16      |
| 13. | 〈Military Dignity〉 (Various Artists)          |                   |                                         | 2:08      |
| 14. | 〈Mission Part 2〉 (Various Artists)            |                   |                                         | 6:14      |
| 15. | 〈I Love You〉 (Various Artists)                |                   |                                         | 2:53      |
| 16. | 〈Aroma〉 (Various Artists)                     |                   |                                         | 1:56      |
| 17. | 〈War Of Tomorrow〉 (Various Artists)           |                   |                                         | 3:58      |
| 18. | 〈The Lover〉 (Various Artists)                 |                   |                                         | 3:25      |
| 19. | 〈You Are My Everything (English ver.)〉 (거미) |                   |                                         | 4:00      |

### Vol.2
| #   | 제목                                               | 작사                 | 작곡         | 재생 시간 |
| --- | -------------------------------------------------- | -------------------- | ------------ | --------- |
| 1.  | 〈말해! 뭐해?〉 (케이윌)                           | 허성진, 태윤미, 샐리 | 허성진       | 3:36      |
| 2.  | 〈With You〉 (린)                                  | 린, 지훈             | 개미         | 4:14      |
| 3.  | 〈사랑하자〉 (SG 워너비)                           | 김세진, 지훈         | 개미, 김세진 | 3:46      |
| 4.  | 〈그대, 바람이 되어〉 (엠씨 더 맥스)               | 개미, 지훈, 이수     | 개미         | 3:55      |
| 5.  | 〈How Can I Love You〉 (XIA 준수)                  | 개미                 | 개미         | 4:20      |
| 6.  | 〈No More War〉 (Various Artists)                  |                      |              | 3:52      |
| 7.  | 〈Always I Love You〉 (Various Artists)            |                      |              | 2:41      |
| 8.  | 〈Fighter〉 (Various Artists)                      |                      |              | 2:30      |
| 9.  | 〈Mission Part 2 Epic Tension〉 (Various Artists)  |                      |              | 4:43      |
| 10. | 〈Lonely Road〉 (Various Artists)                  |                      |              | 4:16      |
| 11. | 〈Vital Fantasy〉 (Various Artists)                |                      |              | 3:00      |
| 12. | 〈Love You 2〉 (Various Artists)                   |                      |              | 2:56      |
| 13. | 〈Don't Forget Me〉 (Various Artists)              |                      |              | 3:29      |
| 14. | 〈Time Is Running Out (Ver. 2)〉 (Various Artists) |                      |              | 3:40      |
| 15. | 〈Attention Mission Ver.〉 (Various Artists)       |                      |              | 3:24      |
| 16. | 〈Move Forward〉 (Various Artists)                 |                      |              | 3:40      |
| 17. | 〈Freedom〉 (Various Artists)                      |                      |              | 3:39      |
| 18. | 〈Attention O.R.I〉 (Various Artists)              |                      |              | 1:51      |

## 원작
본 작품의 기획 단계에서, 태양의 후예는 2011년 대한민국 스토리 공모대전에서 우수상을 받은 ‘국경없는 의사회’가 원작이다. ‘국경없는 의사회’ 시놉시스(줄거리)에 따르면 유시진과 서대영(진구 분)은 특전사 군인이 아닌 의사였고 윤명주(김지원 분)는 간호사였다. 원작과 시나리오의 배경이 우르크인 것은 동일하다. 이곳에 진도 8.3의 강진이 발생하면서 혜성병원 의료진과 예비역 특전사 출신 정예(精銳)인력이 현지로 급파된다. 드라마에선 긴급구호 의료팀장을 강모연(송혜교 분)이 맡지만 원작에선 신(神)의 손을 지닌 천재 외과의사 유시진이 이끈다.
영국 BBC는 ‘아시아를 휩쓴 한국군대 로맨스’라며 태양의 후예 열풍을 보도했지만 원작은 아비규환(阿鼻叫喚)의 재난현장에서 생명을 살리려 분투하는 의사들의 우정과 사랑 그리고 인류애(人類愛)를 그렸다. 여기에 스릴러와 스펙터클이 결합한 설정이다. 대지진으로 냉전시대 때 버려진 생물학 무기 창고가 발견된다. 이곳에 숨겨져 있던 대량살상무기를 둘러싸고 무장반군과 유엔군이 전투를 벌인다.
원작은 주제의식이 우수하고 소재가 특이하다는 큰 호평을 얻었다. 이 원작에 김은숙이 멜로를 강화하고 의사인 주인공을 특전사로 변경하자는 아이디어를 내며 김원석과 김은숙은 대본을 공동집필했다. 두 작가는 직접 만나 의논하며 대본을 같이 썼다. 드라마 종영 이후 김원석의 인터뷰에 따르면 보조 작가 3명이 더 있어서 총 5명이서 작업을 했다고 한다. 의견대립이 있을 경우 작가 5명이 민주적으로 투표로 결정했다. 대본은 군대, 재난, 액션 장면은 김원석 작가가 썼고, 멜로 장면은 김은숙 작가가 썼다. 제작발표회에서 김원석은 "돈 버는 장면은 김은숙이 썼고 돈 쓰는 장면은 내가 썼다"고 말했다.

## 그 외

### 주제
가장 근본적인 주제는 인본주의(휴머니즘)이다. 작가 김원석은 인터뷰에서 작품을 통해 전하고 싶은 메시지에 대해 "재난 현장에서의 휴머니즘, 의무, 사명감, 책임, 명예일 수도 있고, 사랑하는 사람을 위한 마음, 배려, 애달픔, 슬픔에 대한 이야기일 수도 있죠. 그런데 결국 《'태양의 후예'》가 담으려 했던 건 굉장히 상식적이고, 보편적인 사람들의 마음이 아니었나 싶어요. 다큐멘터리가 아니라 드라마이기 때문에 그런 휴머니즘을 어떻게 보여줄까를 중요하게 생각하면서 작업했고요."라고 답했다. 인본주의를 상징하는 히포크라테스 선서와 강모연의 졸업사진은 티저에서부터 등장해 드라마 내내 반복적으로 나온다.
그리고 국가의 개인에 대한 책임성이 또다른 주제이다. 김나현 기자에 따르면, 이전의 김은숙 드라마가 로맨스를 통해 견고한 계급 사회에 균열을 일으켜 온 것과 달리, ‘태후’는 국가관에 초점을 맞췄다는 점이 특징이다. 황미요조 평론가는 “사실 김 작가는 ‘시티홀’부터 포스트 386세대의 정치적 의식을 드러내 왔다. 국가라는 주제를 직접적으로 언급한 ‘태후’ 역시 그 연장선에 있다."고 분석했다. 강모연과 유시진은 “조국이 지켜야 할 국민의 인권”이라는 가치를 공유하며 사랑을 키워 나간다. “아이와 노인과 미인은 보호해야 한다는 믿음, 길거리에서 담배 피우는 ‘고딩’을 보면 무섭긴 하지만 한소리 할 수 있는 용기 (중략) 그래서 지켜지는 군인의 명예. 내가 생각하는 애국심은 그런 겁니다.” 유시진의 대사는 휴머니즘에 기반을 둔 국가적 신념을 또렷이 드러낸다. 이 대사를 통해 드러나듯 유시진은 군인으로서 민간인에 봉사하는 수단으로서 국가를 사랑한다. 유시진이 말하는 "애국심"은 일반적인 의미가 아니라 군인으로서 민간인에 대한, 국가공무원으로서 인간에 대한 책임성에 가깝다.

국가의 개인에 대한 책임성을 드러내는 유시진의 대사로 
| “ | "국가. 국가가 뭔데. 국민의 생명과 안전을 최우선으로 하는 게 국가야. 군인인 나한테 국민의 생명보다 우선하라고 국가가 준 임무는 없으니까. (7회)" | ” |

라는 대사와 
| “ | "개인의 죽음에 무감각한 국가라면 문제가 좀 생기면 어때. (11회)" | ” |

라는 대사가 있다. 이 대사들은 개인의 인권과 국가이익이라는 두 가치의 충돌 상황에서의 유시진의 대답이었다. 12화에서 유시진이 또다시 국가 대신 강모연(개인)을 선택한 장면 또한 주제를 드러낸다. 국가가 시어머니, 시누이라는 대사는 국가공무원 유시진에게 국가란 자신이 그 안에 소속되었다는 점에서 의의가 있다는 것을 드러낸다. 하지만 국가는 지켜야 하는 대상인 개인보다 우선일 수는 없기에 유시진은 두 번이나 조국보다 강모연이 우선이라는 것을 강조한다. 초기 시놉시스가 공개되었는데 유시진이 군인이 된 후 처음으로 '명령을 어기고 권총을 든다'는 것이 중요하게 나와 있어 3회와 4회의 명령불복종 장면도 주제를 드러내는 장면임이 확실해졌다. 강모연과 대립했던 이유가 유시진이 명령에 지나치게 따랐기 때문인데 그랬던 유시진이 개인을 희생시키지 않기 위해서 국가의 명령을 거부하는 장면은 주제를 극적으로 드러낸다. ize의 위근우 기자에 따르면 유시진은 "국가의 가치를 정부가 아닌 국민에게서 찾"는다. 국가는 인간에게 봉사하기 위해 있는 것이고 군인은 국가에 소속됨으로써 민간인과 만나기 때문에 유시진에게 의미를 가진다. 하지만 만약 국가와 인간이라는 가치가 충돌하면 유시진은 개인의 인권을 선택하는 모습을 보여준다. 이에 자연스럽게 국가주의 비판이라는 주제 또한 파생된다.

한편 드라마 OST와 대사에서 가장 잦은 빈도로 언급되는 가치는 평화이다. OST로 Endless War, War Of Tomorrow, No More War이 전쟁과 평화를 제목에서 언급한다. 대사로는 
| “ | "그들과 내가 이 일을 하는 이유는 누군가는 반드시 해야하는 일이고, 나와 내 가족, 강선생과 강선생 가족, 그 가족의 소중할 사람들, 그 사람들이 살고 있는 이땅의 자유와 평화를 지키는 일이라 믿기 때문입니다. (2회)" | ” |

| “ | "전쟁은 쉽고 평화는 어렵죠. 그래서 독재자들은 장수하나 봅니다. (4회)" | ” |

| “ | "평화를 지키기 위해. 돌아오기 위해서도 노력했을 겁니다. 죽을 힘을 다해. (15회)" | ” |

| “ | "죽어야 되는 영웅에 관심 있는 군인은 아무도 없습니다. 그저 평화가 지켜져야 하는 곳의 평화를 지키는 겁니다. (16회)" | ” |

 등이 평화에 대한 지향을 보여준다. 원작의 유엔군의 전투와 드라마의 유엔 회의 등 국제기구가 등장하는 장면을 통해, 태양의 후예는 평화에 대한 해답으로 국제제도를 제시하고 있다. 이는 국제정치학에서의 자유주의 이론을 따르는 것이다.
제작사 대표 김우택은 히포크라테스 선서 장면을 인본주의라는 주제를 드러내는 가장 중요한 장면으로 평가하고 있다. 또한 김우택은 유시진의 국가에 대한 대사도 주제를 드러내는 가장 중요한 장면으로 평가했다. 김우택은 "가족에 대해, 사랑에 대해, 정의에 대해, 통일에 대해 건강한 상식을 나누고 싶"어 "'변호인'같은 영화"와 " 《‘웰컴 투 동막골'》같은 영화가 취향의 절정이었"는데, "《‘태양의 후예'》를 결정한 것도 그 이야기가 대단히 보편적인 상식을 담고 있어서"였다고 회고했다. 김우택이 언급한《변호인》과는 개인의 인권과 국가이익 두 가치의 충돌상황으로 드러내는 국가의 개인에 대한 책임성과 국가주의 비판이라는 주제의식이,《웰컴 투 동막골》과는 반전과 인본주의라는 주제의식이 비슷하다.

### 제작 과정
주요작품으로《부러진 화살》,《내 아내의 모든 것》, 《피에타》, 《7번방의 선물》, 《신세계》, 《변호인》, 《해무》 등이 있는 투자배급사 ㈜넥스트엔터테인먼트월드(NEW)가 처음으로 드라마 제작을 맡아 특수효과와 영상미의 수준이 높다. 예를 들면 벚꽃나무 특수효과를 오직 영상미만을 위해 넣는 등 사소한 배경에도 특수효과를 영상미를 위해 적극적으로 활용했다. 지진 장면은 PD또한 완성도 높은 장면이었다고 자평했다.
액션은 영화 《아저씨》의 무술감독인 박정률의 지도를 받았다. 송중기나 진구 등은 영화에서 이미 같이해 본 경험이 있어서 무술감독과 소통이 잘 됐다. 무엇보다 배우들이 액션 장면에 대해 열정적이라 액션 장면을 위해 사전에 체력 훈련도 많이 했고 실제 현장에서도 리허설을 여러 번 하고 무술팀과 끊임없이 맞춰보면서 매 장면 노력했다고 전해진다.
시놉시스가 처음 나왔을 때 예상 제작비는 300억 원이었고 배우 캐스팅도 난항을 겪는 등 상당히 많은 배우들에게 퇴짜를 맞았다. 표류하며 자칫 제작이 무산될 수 있었는데 다행히 NEW를 만나 추진력을 얻었으며, NEW는 태양의 후예의 제작비를 130억 원까지 다이어트했다.

### 인기
외주 제작사 NEW 측에 따르면 해외 판권 독점 계약을 위한 사전 심의 기간을 염두에 두고, 북미와 유럽, 일본 등 동아시아 국가를 비롯한 전 세계 60여개 국에서 판권 계약을 체결하여, 편성 공백을 메우기 위해, 전작인 '장사의 신 - 객주 2015'를 5회 추가 연장한 후, 본방송 시점을 2016년 2월 24일로 최종 확정하였다.
방영 개시 전 중국 측에서 회당 2억 2000만원에 판권을 구입했는데 이것은 한 회가 지금까지의 다른 미니시리즈 전체의 가격으로 팔린 것으로 별에서 온 그대도 전체가 5억 1800만원에 팔렸다. 일본에서는 한국 드라마의 수출가가 떨어지는 추세였는데 《태양의 후예》가 재미있다는 호평으로 경쟁이 붙어 《태양의 후예》의 수출가가 높아졌고 결과적으로 한국 드라마의 수출가를 높였다. 미국에 유통된 한국 드라마 중 최고의 수출액(미니멈 개런티 기준)을 기록한 드라마가 태양의 후예다.
또한, 유건식 KBS 공영미디어 연구소 박사는 “브라질 등 남미 지역에서도 유튜브 하이라이트를 통해 1차적으로 접하고 있으며 자막 없이도 즐기고 있다”고 전했다. 또한, “KBS아메리카에서는 《태양의 후예》가 남미에서도 인기가 높기 때문에 한국 드라마로는 처음으로 스페인어와 포르투갈어로 동시에 더빙을 해 남미 지역에서 한국 드라마의 인기를 한 단계 더 도약시킬 것"이라며 계획을 밝혔다. 넷플릭스 창업자이자 CEO인 리드 헤이스팅스는 “올 여름부터 드라마 태양의 후예를 넷플릭스를 통해 미국·캐나다·남미 시청자들에게 제공할 예정이다.”고 발언했다. 넷플릭스의 테드 사란도스 최고 콘텐츠 책임자는 넷플릭스가 선호하는 영화와 드라마에 대한 질문에 설국열차를 칭찬하며 “ 한국에서 만들어져 세계로 가는 태양의 후예 같은 드라마도 그 답을 가지고 있다."고 언급했다. 아프리카 에티오피아에서도 인기를 끌은 바 있다.
2016년 7월 4일 《태양의 후예》를 몰래 시청하는 북한 주민들이 많다고 북한 전문매체인 데일리NK가 보도했다. 평안남도 소식통은 이 매체에 "최근 젊은 청년들 속에서 《'태양의 후예'》라는 한국 드라마가 인기를 끌면서 날이 새는 줄도 모르고 시청하고 있다"면서 "이 드라마에 대한 소문이 퍼지자 어른·아이 할 것 없이 너도나도 (드라마를) 보기 위해 애쓰고 있는 상황"이라고 전했다. 그러면서 "(주민들은)'200일 전투'의 쌓인 피로를 한국 드라마를 시청하거나 가요를 감상하면서 해소한다"며 "한류의 확산으로 볼거리가 없는 조선중앙TV를 외면하는 주민이 늘어나고 있다"고 덧붙였다.
2016년 7월 5일 구글코리아는 올 상반기 구글 인기 검색어 종합 1위를 태양의 후예가 차지했다고 발표했다. 《태양의 후예》를 통해 한류 스타로 자리매김한 송중기도 4위에 이름을 올려 검색에서도 드라마의 인기가 그대로 입증되었다. 송중기는 인물 부분 1위를 차지하기도 했다. 2016년 7월 5일 TV화제성 전문 분석기관 굿데이터코퍼레이션이 1월 첫째 주부터 6월 셋째 주까지 분석한 집계결과에 따르면 《‘태양의 후예’》가 드라마 부문 TV화제성 1위를 기록했다. 2016년 7월 14일 트위터코리아가 발표한 트위터 화제의 키워드 중 태양의 후예가 TV 프로그램 1위를 차지했다.
영국 BBC는 《태양의 후예》가 한류의 정점을 찍을 것이라 예상했다. 유건식은 "탄탄하면서도 빠른 스토리 전개와 영화 같은 질감, 인류애에서 피어나는 커플들의 사랑이 적절히 배분된 것이 인기요인으로 꼽히고 있다.”고 전했다. 남궁인은 태양의 후예가 대중의 "욕망의 현재 주소"를 포착한 뒤 시도한 "나름대로의 작품세계와 작화 방법"이 온 세계를 "지배할 정도의 장르화된 하나의 현상"이 되었다고 결론지었다.
국내에선, KBS에 방영권을 40억원에 판매했으며, 130억에 이르는 제작비를 모두 회수했고, 중국의 동영상 플랫폼 아이치이 선판매로 약 48억원, 일본 판매 약 19억원, PPL(간접광고) 30억원 등만 해도 137억원에 달한다.

### 설정
- BNN: 대한민국의 가상 방송사다. IS에 대한 뉴스를 보도한다.
- KBC: 대한민국의 가상 방송사다. 뉴스 보도 장면이 나오고 비타민이 나온다.
- 우르크(Uruk): 유럽에 있는 가상 국가이며 모티브는 이라크다. 우르크 지역에는 다니엘 스펜서, 리예화, 아구스, 발렌타인, 우르크 소년 블랙키, 파티마가 있다.
- 마토보니아(Matobonia): 유럽에 있는 가상 국가이다.
- 태백부대: 박병수 대대장 (중령), 최우근 중사, 공철호 하사, 임광남 중사, 김기범 일병(훗날 하사로 임관) 등 태백부대원이 있다.
- 해성그룹: 가공의 기업이다. 해성건설과 해성병원을 설립했다.
- 해성건설: 우르크에 발전소를 짓다가 지진나서 붕괴되는 장면이 나온다.
- 해성병원: 해성병원 의료봉사팀에는 송상현, 하자애, 이치훈, 최민지, 손효준이 있다. 해성병원 사람들 중에는 표지수, 한석원, 김은지, 장희은, 심상일이 있다.

### 참고 사항
- 원래 SBS 드라마본부에서 편성될 예정이었으나[50] 제작사 변경 등으로[51] 불발되기도 했다.
- 액션은 영화 <아저씨>의 박정률 무술감독으로부터 지도를 받았는데, 참고로 이 영화에서 차태식 역을 맡았던 원빈은 해당 드라마의 유시진 역(송중기 분) 캐스팅 물망에 한때 거론[52]된 바 있다.
- 간접 광고(PPL) 논란 때문에 방송통신심의위원회 측에서 '권고' 조치를 받았다.[53]
- 송중기-송혜교 커플을 일컫는 '송송 커플', 진구-김지원 커플을 일컫는 '구원 커플'이라는 신조어가 생기는 등 장안에 화제가 될 정도로 많은 관심과 호평을 얻었다. 두 커플 중 송중기-송혜교 커플은 연인으로까지 발전하여 2017년 10월 31일 결혼을 올렸으나, 2019년 6월 28일 이혼했다.
- 인기에 힘입어 2016년 하반기에 미공개 장면을 추가한 감독판이 공개되었으며, 소설판이 출간되었다.
- 종영 이후, 비하인드 스토리와 에필로그 등을 담은 특별 3부작을 추가 편성했다.[54]
- KBS 드라마운영팀의 강병택 팀장의 인터뷰에서, "지상파 유일의 퍼스트 사전 제작 드라마 '태양의 후예'의 후속작인 '함부로 애틋하게'가 해외 판권 독점 계약을 위한 사전 심의 기간을 염두에 두고, 전 세계 40여개 국에서 독점 계약을 체결하여, 2016년 하반기 방영작으로 최종 확정됨에 따라 편성 공백을 메우기 위해, '마스터 - 국수의 신'을 우선 편성하기로 결정했다"라고 덧붙였다.
- 영화 투자배급사인 스튜디오앤뉴의 텔레비전 드라마 사업 진출하여, 첫번째 작품이다.

## 동시간대 경쟁작
MBC 수목 미니시리즈
- 《한 번 더 해피엔딩》 : 2016년 1월 20일 ~ 2016년 3월 10일
- 《굿바이 미스터 블랙》 : 2016년 3월 16일 ~ 2016년 5월 19일

SBS 드라마 스페셜
- 《돌아와요 아저씨》 : 2016년 2월 24일 ~ 2016년 4월 14일

## 같이 보기
- 인본주의(휴머니즘)
- 개인
- 국가
- 인권
- 국제정치학
- 평화
- NEW
- 변호인
- 포화 속으로
- 최호적선택 - 타이완 드라마
- 군인